# Queen City (Missouri)
Queen City è un comune degli Stati Uniti d'America, situato nello Stato del Missouri, nella contea di Schuyler.